# HC Lausanne
HC Lausanne är ett ishockeylag från Lausanne, Schweiz. Laget grundades 1922 och spelar sina matcher i Centre Intercommunal de Glace de Malley, Lausanne.
Under NHL-lockouten 2004-05 lyckades Lausanne locka till sig NHL-proffsen Martin St. Louis och Andy Roach. Rikard Franzén var mellan åren 2014-2018 assisterande tränare i klubben.